# Mougon
Mougon är en kommun i departementet Deux-Sèvres i regionen Nouvelle-Aquitaine i västra Frankrike. Kommunen ligger i kantonen Celles-sur-Belle som tillhör arrondissementet Niort. År 2018 hade Mougon 2 073 invånare.

## Befolkningsutveckling
Antalet invånare i kommunen Mougon
| Referens: INSEE |